# دهستان تسنتو
دهستان تسنتو (به لاتین: Tsento Gewog) یک دهستان در کشور بوتان است که در ناحیهٔ پارو واقع شده‌است.